# 참호

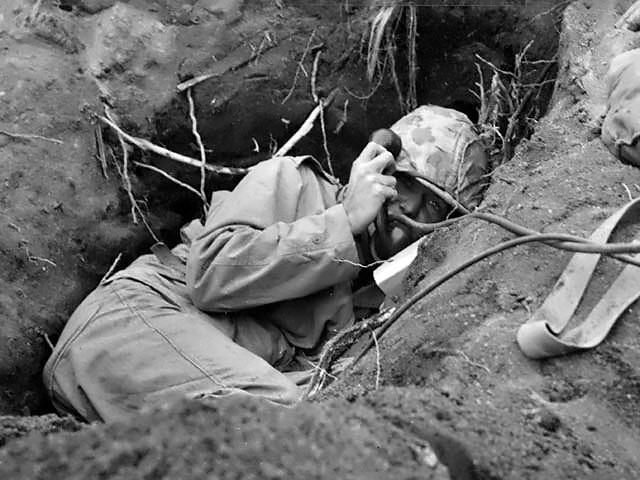
이오지마 전투 도중, 참호 속에서 긴급하게 지원을 요청하는 병사.

참호(塹壕)는 야전에서 적의 공격을 방어하는 시설로, 보통 땅을 파고서 만든 것을 지칭한다.
참호를 설치함으로써 병사들은 적의 총포격에 대한 노출 면적을 줄이며, 총기의 거치를 쉽게 하여 사격하기 용이하게 하며, 다른 참호나 후방 또는 통신 시설에 안전하게 접근할 수 있다. 이러한 유용성 때문에 제1차 세계 대전에서 참호를 이용한 전투가 급증하여 참호전이 주로 이루어졌다.
일반적으로 1인에서 3인 정도 들어갈수 있도록 땅을 파고, 파낸 흙으로 주위를 보호하는데 사용한다. 땅을 파낸 경계를 구불구불하고 그 깊이를 깊게 할수록 방어력이 증대된다. 이때 지표면의 흙과 파낸 흙은 색이 다르기 때문에 원거리에서 관측될 수 있으므로 위장을 하는 것이 보통이다. 이후 주변에서 구하기 쉬운 나무나 흙을 채운 쌀포대, 드럼통, 타이어 등을 참호 벽면을 따라 쌓아서 보강할 수 있으며, 시간과 자원이 충분할 경우 콘크리트나 벽돌, 철판으로 보강하여 영구진지형으로 만드는 경우도 있다. 돌이나 바위를 여러 개 쌓아서 보강하는 경우도 있으나, 포탄이 참호 인근에 떨어질 경우 바위가 흐트러지고 파편이 튀어 피해를 오히려 키울 수 있기에 포탄 위협이 있는 곳에서는 사용하지 않는다. 타이어 또한 적의 공격에 의해 화재가 발생할 경우 치명적인 화상과 유독가스를 발생 시키므로 좋은 선택이 아니다. 한국군은 90년대 이후 값싼 폐 타이어를 전방 참호에 폭넓게 썼으나 몇 년 후 북한군에게 타이어 참호의 약점이 파악되어 설치한 뒤 몇 년도 되지 않아 철거하고 다시 사대로 참호를 보강했다.  덮개를 덮어 유개호(有蓋壕)를 만듦으로서 기존의 무개호(無蓋壕)보다 참호 외부의 파편에 대한 안전성을 증대할 수도 있다.
땅을 파고 만들기 때문에 인근보다 상대적으로 저지대에 위치하고 있으며, 이 때문에 우천 시 토사를 받치는 옹벽이 없다면 흙이 붕괴되어 내부를 덮칠 수 있으며 흙탕물이 고인 참호 바닥에 장시간 발을 딛고 있을 경우 참호족이 발병하기도 한다.
제1차 세계 대전 당시에는 맞참호를 파는 방식으로 참호를 공략하거나 참호로 돌격하는 백병전을 주로 사용하였는데, 이 때문에 인명 피해가 다수 발생하였다. 오늘날에는 전차를 참호로 그대로 돌격시킬 수 있기 때문에 참호전의 빈도는 줄어든 편이다.

## 같이 보기
- 참호전
- 참호족